# LPAR
LPAR (えるぱー、Logical PARtitioning：論理分割、および Logical PARtition：論理区画）は、コンピュータの仮想化技術のひとつで、仮想機械を実現する技術のひとつであり、またその技術により実現された論理区画である。

## 概要
LPARは、主にファームウェアであるスーパーバイザの機能により実現し、ひとつのコンピュータに、論理的に多数の仮想機械を作成し、それぞれでOSを起動できる。
類似の仮想化技術であるPPAR（物理分割、物理区画）と比較すると、PPARはハードウェアの機種（モデル）ごとに予め決められた物理的な構成（ビルディングブロック）でのみ分割できるのに対し、LPARは1つのビルディングブロックのみのマシンでも使用でき、リソース（CPU、メモリ、I/Oなど）をより細かく柔軟に配分・変更できる。また仮想化OSと比較すると、仮想化OSは柔軟性では優れているが、LPARは信頼性や負荷（オーバーヘッド）の少なさでは優れている。PPAR、LPAR、仮想化OSは組み合わせて使う場合も多い。

## 歴史
- 1987年 IBMメインフレーム用のLPARであるPR/SMが登場
- 2001年 IBM pSeries用のLPARが登場 （POWER4）
- 2002年 Dynamic Logical Partitioning (POWER4およびAIX5.2)
- 2004年 Micro-Partitioning （POWER5）
- 2007年 Live Partition Mobility (POWER6)

## メインフレーム
メインフレームのLPARはIBMのPR/SMにより登場した。個々のLPARではz/OS、z/VM、z/VSE、Linux on System z などが稼働できる。

## Power Systems
IBMのUNIXサーバのSystem p（および日立製作所の EP8000）、ミッドレンジのSystem i、両者を統合したPower Systemsに搭載されている。個々のLPARではAIX、IBM i（旧称i5/OS、OS/400）、Linux on Power (ただしEP8000ではAIXのみ)などが稼働できる。
Power Systemsでは、LPARはPowerVMのひとつの機能と位置づけられている。エディションにより、サーバ当たり3、CPUコア数当たり10などのLPARが作成できる。
POWER4からはOSやアプリケーションの停止を伴わずに動的にリソース割当を変更できる Dynamic LPAR (D-LPAR)、POWER5からは 1/100 単位（最低 1/10)でCPUリソースを割当できるMicro-Partitioning、POWER6からは稼働中に LPAR が物理システム（筐体）間を移動できる Live Partition Mobility が使用可能となった。またクラスタリングソフトウェアの PowerHAなどと連動して、LPARが移動した先のシステムで自動的にリソースの割当を増やす機能などが追加された。